# مريك إشتار
مريك إشتار (بالإنجليزية: Marik Ishtar)‏ أحد شخصيات مسلسل يوغي يوه ظهر في الجزء الثاني، هو من عائلة قديمة تعمل على حراسة قبر الفرعون إلى حين ظهورة حسب الأسطورة، لكنه يتمرد ويرفض هذا الوضع ويسعى لامتلاك قوة الفرعون المطلقة، فقام بتكوين عصابة صائدو النوادر للحصول على الأوراق النادرة والبحث عن ورقة العملاق المعذب التي اخفتها عنه أخته إشيزو إشتار، كما كان يسعى للحصول على أحجية الألفية من يامي يوغي لاستخدام قوتها في صالحه، سيطر عليه شره فتكون بداخله كيان شرير سمي يامي ميريك، وكان يستخدم قوة عود الألفية ضد أي شخص للوصول إلى مبتغاه.